# 행정관리설
행정관리설(1880년대 ~ 1930년대)은 행정의 관리기술성을 강조한 행정학의 학설이다.
- 엽관주의의 폐단을 극복하기 위한 펜틀턴 법(국가 공무원 법(Civil Service Act)) 제정 직후 행정학 성립기의 개념으로 가장 고전적인 행정의 관점을 나타낸다.
- 행정을 '수립된 법이나 정책을 구체적으로 관리·집행하기 위한 인력과 물자의 관리기술(Management)'로 보는 기술적 행정학의 관점으로, 행정을 정치와 분리하여(정치·행정이원론) 경영과 동일시하였으며(공·사행정일원론), 이 당시의 학자들(W.Wilson, L.D.White 등)은 과학적 관리와 원리접근을 통하여 행정의 능률성(efficiency)을 강조하였다.
- 굿노(F.J.Goodnow)는 ｢정치와 행정(1900)｣ 을 발표하면서 ‘정치는 국가의지의 표현이며, 행정은 이를 실천하는 것’으로, 정치와 행정의 차이를 분명히 하였다.